# Listă de conducători de stat din 1500
1496 - 1497 - 1498 - 1499 - 1500 - 1501 - 1502 - 1503 - 1504
Aceasta este o listă a conducătorilor de stat din anul 1500:

## Europa
- Anglia: Henric al VII-lea (rege din dinastia Tudor, 1485-1509)
- Astrahan: Abdulkerim ibn Muhammad ibn Kucuk Muhammad (han, 1480-1509)
- Austria: Maximilian I (arhiduce din dinastia de Habsburg, 1493-1519; totodată, rege al Germaniei, 1493-1519; ulterior, împărat occidental, 1508-1519)
- Bavaria-Landshut: Georg cel Bogat (duce din dinastia de Wittelsbach, 1479-1503)
- Bavaria-Munchen: Albert al IV-lea cel Înțelept (duce din dinastia de Wittelsbach, 1463-1508)
- Brandenburg: Joachim I Nestor (principe elector din dinastia de Hohenzollern, 1499-1535)
- Bretagne: Ana (ducesă, 1488-1514) și Ludovic (duce din dinastia de Valois, 1498-1514; totodată, rege al Franței, 1498-1515; ulterior, duce de Milano, 1499-1500, 1500-1512; ulterior, rege al Neapolelui, 1501-1503)
- Cehia: Vladislav al II-lea (rege din dinastia Jagiello, 1471-1516; ulterior, rege al Ungariei, 1490-1516)
- Crimeea: Mengli Ghirai I ibn Hadji (han din dinastia Ghiraizilor, 1466-1467?, 1469-1474 sau 1475, 1478 sau 1479-1515)
- Danemarca: Ioan I (rege din dinastia de Oldenburg, 1481-1513; ulterior, rege al Suediei, 1497-1501)
- Ferrara: Ercole I (duce din casa d'Este, 1471-1505)
- Franța: Ludovic al XII-lea (rege din dinastia de Valois, 1498-1515; totodată, duce de Bretagne, 1498-1514; ulterior, duce de Milano, 1499-1500, 1500-1512; ulterior, rege al Neapolelui, 1501-1503)
- Germania: Maximilian I (rege din dinastia de Habsburg, 1493-1519; totodată, arhiduce de Austria, 1493-1519; ulterior, împărat occidental, 1508-1519)
- Gruzia: Constantin al II-lea (rege din dinastia Bagratizilor, 1478-1505)
- Gruzia, statul Imeretia: Alexandru I (rege din dinastia Bagratizilor, 1484/1491-1510)
- Gruzia, statul Kakhetia: Alexandru I (rege din dinastia Bagratizilor, 1476/1492-1511)
- Hoarda de Aur: Șeih Ahmed (han, 1481-1502)
- Imperiul otoman: Baiazid al II-lea Veli (sultan din dinastia Osmană, 1481-1512)
- Kazan: Abdulatif (han, 1497-1502)
- Lituania: Alexandru (mare duce, 1492-1506; ulterior, rege al Poloniei, 1501-1506)
- Lorena Superioară: Rene al II-lea (duce din dinastia de Lorena-Vaudemont, 1473-1508)
- Mantova: Francesco al II-lea (marchiz din casa Gonzaga, 1484-1519)
- Milano: Ludovic (duce din dinastia de Valois, 1499-1500, 1500-1512; totodată, rege al Franței, 1498-1515; totodată, duce de Bretagne, 1498-1514; ulterior, rege al Neapolelui, 1501-1503) și Ludovic I Maurul (duce din familia Sforza, 1494-1499, 1500)
- Moldova: Ștefan cel Mare (domnitor, 1457-1504)
- Monaco: Giovanni al II-lea (senior din casa Grimaldi, 1494-1505)
- Montferrat: Guglielmo al VII-lea (marchiz din dinastia Paleologilor, 1494-1518)
- Moscova: Ivan al III-lea Vasilievici cel Mare (mare cneaz, 1462-1505)
- Navarra: Catherine (regină din casa de Foix, 1483-1517) și Ioan al III-lea (rege, 1484-1516)
- Neapole: Frederic (rege din casa de Aragon, 1496-1501)
- Ordinul teutonic: Frederic (mare maestru, 1498-1510; totodată, principe elector de Saxonia, 1486-1525)
- Polonia: Ioan I Albert (rege din dinastia Jagiello, 1492-1501)
- Portugalia: Manuel I cel Mare (rege din dinastia de Aviz, 1495-1521)
- Reazan: Ivan al V-lea Vasilievici (mare cneaz, 1483-1500) și Ivan al VI-lea Ivanovici (mare cneaz, 1500-cca. 1520)
- Savoia: Filibert al II-lea cel Frumos (duce, 1497-1504)
- Saxonia, linia Albertină: Albrecht cel Curajos (duce din dinastia de Wettin, 1485-1500; anterior, principe elector de Saxonia, 1464-1485) și Georg cel Bogat (duce din dinastia de Wettin, 1500-1539)
- Saxonia, linia Ernestină: Frederic al III-lea cel Înțelept (principe elector din dinastia de Wettin, 1486-1525; ulterior, mare maestru al Ordinului teutonic, 1498-1510)
- Scoția: Iacob al IV-lea (rege din dinastia Stuart, 1488-1513)
- Sicilia: Ferdinand al II-lea Catolicul (rege din dinastia de Castilia, 1479-1516; anterior, rege al Castiliei, 1474-1479; totodată, rege al Spaniei, 1479-1516; ulterior, rege al Neapolelui, 1504-1516)
- Spania: Isabela I (regină, 1479-1504; anterior, regină a Castiliei, 1474-1479) și Ferdinand al V-lea (rege, 1479-1516; anterior, rege al Castiliei 1474-1479; totodată, rege al Siciliei, 1479-1516; ulterior, rege al Neapolelui, 1504-1516)
- Statul papal: Alexandru al VI-lea (papă, 1492-1503)
- Suedia: Ioan al II-lea (rege din dinastia de Oldenburg, 1497-1501; totodată, rege al Danemarcei, 1481-1513)
- Transilvania: Petru de Szentgyorgy (voievod, 1499-1510)
- Țara Românească: Radu cel Mare (domnitor, 1495-1508)
- Ungaria: Vladislav al II-lea Jagiello (rege din dinastia Jagiello, 1490-1516; totodată, rege al Cehiei, 1471-1516)
- Veneția: Agostino Barbarigo (doge, 1486-1501)

## Africa
- Benin: Ozolua (obba, cca. 1481-?) (?)
- Buganda: Nakibinge (kabaka, 1494-1524)
- Califatul abbasid (Egipt): Abu'l-Sabr Iakub al-ustamsik ibn al-Mutauakkiș (calif din dinastia Abbasizilor, 1497-1508/1509, 1516/1517-1517/1518)
- Congo: Nzinga a Nkuwu (mani kongo, ?-1509)
- Ethiopia: Na'od (Anbasa Badar) (împărat, 1494-1508)
- Hafsizii: Abu Abdallah Muhammad al V-lea al-Mutauakkil ibn al-Hassan ibn Masud ibn Usman (calif din dinastia Hafsizilor, 1494-1526)
- Imerina: Rafohy (regină, cca. 1500-cca. 1520)
- Kanem-Bornu: Ali Ghazi (Ghajideni) (sultan, cca. 1479-cca. 1507)
- Mamelucii: az-Zahir Kansuh (sultan din dinastia Burdjizilor, 1498-1500) și al-Așraf Djanbalat (sultan din dinastia Burdjizilor, 1500-1501)
- Munhumutapa: Chikuyo Chisamarengu (Kakuyo Komunyaka) (rege din dinastia Munhumutapa, cca. 1494-cca. 1530)
- Rwanda: Ruganzu I Bwimba (rege, cca. 1482-cca. 1506)
- Songhay: Muhammad I Ture (rege din dinastia Askia, 1493-1528)

## Asia

### Orientul Apropiat
- Ak Koyunlu: Muhammad-mîrza ibn Iusuf ibn Hassan (conducător, 1498-1502)
- Imperiul otoman: Baiazid al II-lea Veli (sultan din dinastia Osmană, 1481-1512)
- Mamelucii: az-Zahir Kansuh (sultan din dinastia Burdjizilor, 1498-1500) și al-Așraf Djanbalat (sultan din dinastia Burdjizilor, 1500-1501)
- Timurizii: Mahmud ibn Abu Said (emir din dinastia Timurizilor, 1494-1500)
- Timurizii din Horasan: Hussein Baikara (Sultan Hussein) (emir din dinastia Timurizilor, 1470-1506)

### Orientul Îndepărtat
- Bengal: Sayyid Ala ad-Din Hussain Șah ibn Said Așraf (sultan din casa lui Hussain Șah, 1493-1519)
- Birmania, statul Arakan: Salingathu (rege din dinastia de Mrohaung, 1494-1501)
- Birmania, statul Ava: Minhkaung al II-lea (rege, 1481-1502)
- Birmania, statul Mon: Binnya Ran al II-lea (rege, 1492-1526)
- Cambodgea: Preah Bat Samdech Preah Moha Thommo Reachea (Dharmaraja) (rege, 1473-1494/1504)
- China: Xiaozong (Zhu Youtang) (împărat din dinastia Ming, 1488-1505)
- Coreea, statul Choson: Yonsangun (Yi Yung) (rege din dinastia Yi, 1495-1505)
- Hoarda de Aur: Șeih Ahmed (han, 1481-1502)
- India, Bahmanizii: Șihab ad-Din Mahmud ibn Muhammad (III) (sultan, 1482-1518)
- India, statul Delhi: Nizam Han Sikandar ibn Bahlul (sultan din dinastia Lodi, 1489-1517)
- India, statul Gujarat: Mahmud Șah I Begarha (Fath Han) ibn Muhammad (sultan, 1458-1511)
- India, statul Handeș: Adil Han al II-lea Humayun ibn Mubarak (sultan din dinastia Farukizilor, 1457-1503)
- India, statul Vijayanagar: Immadi Narasimha (Dhama Tamaraya) (conducător din dinastia Saluva, 1491-1505)
- Japonia: Go-Tsuch-imikado (împărat, 1465-1500) și Yoșizumi (principe imperial din familia Așikaga, 1493-1508)
- Kashmir: Fath Șah ibn Adam Șah ibn Șah-han (sultan din casa lui Șah Mir, 1490-1498, 1499-1500) și Muhammad ibn Hassan (sultan din casa lui Șah Mir, 1489-1490, 1498-1499, 1500-1526, 1529-1533)
- Laos, statul Lan Xang: Thao Som-Phu (rege, 1496-1501)
- Malacca: Mahmud Șah (sultan, 1488-1511)
- Mongolii: Dayan hagan (Batu Mongke) (han, 1470-1543)
- Nepal (Benepa): Ranamalla (rege din dinastia Malla, cca. 1480-1500) și Suvarnamalla (rege din dinastia Malla, ?-?) (?)
- Nepal (Bhadgaon): Rayamalla (rege din dinastia Malla, cca. 1480-cca. 1519)
- Nepal (Kathmandu): Amaramalla (rege din dinastia Malla, ?-?) (?)
- Sri Lanka, statul Jaffna: Singai Pararajesekaran al VI-lea (rege, 1478-1519)
- Sri Lanka, statul Kotte: Dharma Parakkamabahu al IX-lea (rege, 1489-1513)
- Thailanda, statul Ayutthaya: Ramathibodi al II-lea (rege, 1491-1529)
- Tibet: bSod-nams P'yogs-glang (panchen lama, 1439-1505)
- Tibet: dGe-'dun rgya-mtsho (dalai lama, 1474/1476-1540)
- Timurizii: Mahmud ibn Abu Said (emir din dinastia Timurizilor, 1494-1500)
- Vietnam, statul Dai Viet: Le Hien-tong (Due hoang-de) (rege din dinastia Le târzie, 1497-1504)

## America
- Aztecii: Ahuitzotl (conducător, 1486-1503)
- Incașii: Huayna Capac (Wayna Qhapac) (conducător, 1493-1525)